# LGBT práva v Uruguayi

Duhová mapa Uruguaye

Duhová vlajka Uruguaye

LGBT práva v Uruguayi jsou považována za jedna z nejlépe se rozvíjejících jak v Latinské Americe, tak i ve světě. Stejnopohlavní sexuální aktivita byla legalizována v r. 1934 i se stejným věkem způsobilosti k pohlavnímu styku pro obě orientace a v r. 2003 byla přijatá rovněž i anti-diskriminační legislativa. Gayové lesby smějí otevřeně sloužit v armádě a společně si osvojovat děti od r. 2009, registrované partnerství bylo uzákoněno pro stejnopohlavní páry r. 2008 a manželství r. 2013.

## Zákony týkající se stejnopohlavní sexuální aktivity
Stejnopohlavní sexuální aktivita byla dekriminalizována v r. 1934.. Věk způsobilosti k pohlavnímu styku byl stanoven na 15 let bez ohledu na sexuální orientaci nebo pohlaví, nicméně od r. 1994 je ilegální dávat osobě mladší 18 let peněžní odměnu

## Stejnopohlavní soužití v Uruguayi

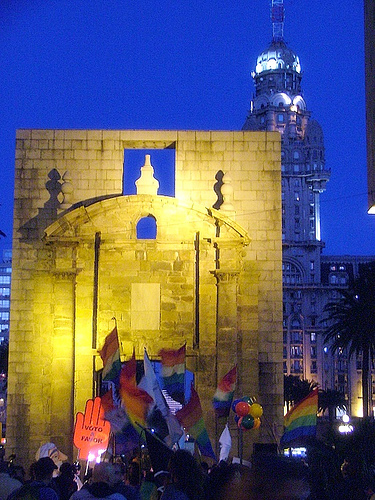
Festival Montevideo Queer Parade

11. dubna 2013 uruguayská dolní komora Parlamentu odhlasovala zákon o legalizaci stejnopohlavních manželství, čímž umožnila uzavírat stejnopohlavním párům manželství. Zákon byl podepsán prezidentem Uruguaye Jose Mujicou 3. května  a stal se účinným od 5. srpna 2013.
Uruguay je mimo jiné také první zemí Latinské Ameriky, která uzákonila registrované partnerství. Díky tomuto zákonu mohli stejnopohlavní páry uzavírat registrovaná partnerství, pokud spolu žili dohromady minimálně po dobu pěti let. Partneři měli právo získávat informace o svém zdravotním stavu, dědiit po sobě, rodičovská a pozůstalostní práva. Návrh byl schválen parlamentem 30. listopadu 2007 po kladném stanovisku Senátu z února 2007. Zákon schválili obě komory parlamentu 19. prosince  a zároveň jej podepsal prezident Tabaré Vázquez 27. prosince Zákon se stal účinným 1. ledna 2008.  Po schválení tohoto zákona mají heterosexuální i homosexuální páry možnost vstupovat do registrovaného aprtnerství, pokud spolu žijí nejméně pět let s vesměs podobnými výhodami, jaké mají manželské páry.
V červenci 2010 zákonodárci politické strany Broad Front předložili návrh zákon o genderově-neutrálních manželstvích. V r. 2011 byl zákon o rovném manželství projednán v parlamentu a v prosinci 2012 schválen Poslaneckou sněmovnou v poměru hlasů 81:6  a Senátem 2. dubna 2013 v poměru hlasů 23:8. 3. května 2013 byl zákon podepsán prezidentem Jose Mujicou  a nabyl účinnosti 8. srpna 2013.
V červnu 2012 uznal uruguayský soud stejnopohlavní manželství uzavřené ve Španělsku, čímž vznikla paradoxní situace, kdy Uruguay uznávala manželství uzavřená v zahraničí, ale ne na svém území. V důsledku tohoto vznikla petice za uznávání stejnopohlavích sňatků podle uruguayských zákonů. Soud shledal, že místní zákony zakazující stejnopohlavní manželství, nejsou explicitní.

## Adopce a plánování rodiny
Od září 2009 smějí stejnopohlavní páry v registrovaných partnerstvích společně osvojovat děti. Zákon umožňující to byl schválen Poslaneckou sněmovnou 28. srpna 2009 a Senátem 9. září 2009 Uruguay se tím stále zároveň také první zemí Latinské Ameriky umožňující homosexuálním párům adopci dětí
17 z 23 senátorů hlasovala ve prospěch tohoto zákona. Po schválení zákona senátorka Margarita Percovich řekla: "Tento zákon rozšiřuje práva dětí, nikoli dospělých. Pouze zefektivňuje adopční proces a nikoho nediskriminuje". Diego Sempol, mluvčí LGBT organizace Black Sheep, řekl: "Tento zákon je důležitým krokem k úplnému zrovnoprávnění práv homosexuálních párů". Nicolas Cotugno Montevidejský arcibiskup se ještě předtím vyjádřil, že uznání adopcí homosexuálními páry je "alarmující chybou" s tím, že se nejedná o rozpor s náboženstvím, filosofií nebo sociologií, nýbrž o rozpor s přírodními zákony. Rovněž vyřknul že: "Církev nikdy neuzná rodinu složenou ze dvou osob stejného pohlaví. Jedná se o pouhé společné soužití dvou lidí, které cíkrev nepovažuje za rodinu, jelikož spolu nemohou zplodit dítě. Nechci, aby mé vyjádření znělo hrubě, ale dítě není domácí mazlíček". Senátor Francisco Gallinal za stranu National Party dodal že: "Rodina je základním kamenem společnosti, a toto stanovisko ji rozvrací. Kromě toho, umístění dítěte do stejnopohlavních párů podkopává svobodnou vůli dětí".

## Ochrana před diskriminací
Podněcování k nenávisti založené na sexuální orientaci nebo genderové identity je trestné od r. 2003 a od r. 2014 byl přijatá anti-diskriminační legislativa vytvořená komisí pro boj s diskriminací, xenofobií a jinými formami diskriminace zahrnující sexuální orientaci a genderovou identitu. Komise se snažila v zákoně zamezit diskriminaci ve všech formách.

## Služba v armádě
Od května 2009 gayové a lesby mohou otevřeně sloužit v armádě, poté co ministr obrany podepsal dekret stanovující, že požadavky armádní politiky by neměli diskriminovat vojáky na základě jejich sexuální orientace.

## Práva trans lidí
V říjnu 2009 byl schválen zákon umožňující trans lidem starším 18 let změnu jejich jména a pohlaví v dokladech, tak aby odpovídalo jejich pohlavní identitě.

## Přehled situace LGBT osob v Uruguayi
| Legální stejnopohlavní styk                                                             | (1934) |
| Stejný věk legální způsobilosti k pohlavnímu styku pro obě orientace                    | (1934) |
| Anti-diskriminační zákony v zaměstnání                                                  | (2004) |
| Anti-diskriminační zákony v přístupu ke zboží a službám                                 | (2004) |
| Anti-diskriminační zákony v ostatních oblastech (homofobní urážky, zločiny z nenávisti) | (2003) |
| Stejnopohlavní manželství                                                               | (2013) |
| Jiná forma stejnopohlavního soužití                                                     | (2008) |
| Adopce dítěte partnera                                                                  | (2009) |
| Společná adopce dětí stejnopohlavními páry                                              | (2009) |
| Gayové a lesby mohou otevřeně sloužit v armádě                                          | (2009) |
| Možnost změny pohlaví                                                                   | (2009) |
| Přístup k umělému oplodnění pro lesbické ženy                                           | (2013) |
| Náhradní mateřství pro gay páry                                                         | (2013) |
| MSM smějí darovat krev                                                                  | Yes    |